# Aleksandrów (powiat nowodworski)
Aleksandrów – wieś sołecka w Polsce położona w województwie mazowieckim, w powiecie nowodworskim, w gminie Czosnów.
31 lipca 1944 pododdziały Zgrupowania Stołpecko-Nalibockiego AK doszczętnie rozbiły kwaterującą we wsi kompanię Wehrmachtu. Wydarzenie to jest uznawane za początek powstania w Puszczy Kampinoskiej.
W latach 1975–1998 miejscowość należała administracyjnie do województwa warszawskiego.